# Jevgenij Berzin
Jevgenij Valentinovič Berzin (rusko Евге́ний Валенти́нович Берзин), ruski kolesar, * 3. junij 1970, Viborg, Sovjetska zveza.
Berzin je v začetku kariere tekmoval v dirkališčnem kolesarstvu, v tej disciplini je osvojil dve zlati in srebrno medaljo na svetovnih prvenstvih v letih 1990 in 1991. Po razpadu Sovjetske zveze je tekmoval v cestnem kolesarstvu za ekipe Mecair–Ballan, Batik–Del Monte, Française des Jeux, Amica Chips–Costa de Almeria in Mobilvetta Design–Northwave. V svojem edinem nastopu na poletnih olimpijskih igrah leta 1996 v Atlanti je zasedel 15. mesto v kronometru. Leta 1994 je osvojil skupno zmago na Dirki po Italiji, zmagal je tudi v razvrstitvi mladih kolesarjev. Istega leta je dosegel tudi svojo edino zmago na klasičnem spomeniku, na dirki Liège–Bastogne–Liège. Osvojil je tudi drugo mesto na Dirki od Tirenskega do Jadranskega morja in tretje mesto na dirki Valonska puščica, ki ga je ponovil tudi leto za tem. Na Dirki po Italiji je bil leta 1995 skupno drugi, leta 1996 pa deseti, skupno je dosegel pet etapnih zmag. Leta 1996 je dosegel svojo edino etapno zmago na Dirki po Franciji, ko je za kratko oblekel tudi rumeno majico. Leta 2000 je prejel dvotedensko prepoved tekmovanj zaradi povišane ravni hematokrita, kar nakazuje na uporabo prepovedanega eritropoetina (EPO). Leta 2001 je končal kariero.